# Atanasios Petsos
Atanasios Petsos, grec. Αθανάσιος Πέτσος (ur. 5 czerwca 1991 roku w Düsseldorfie) – grecki piłkarz niemieckiego pochodzenia, występujący na pozycji pomocnika w austriackim klubie WSG Swarovski Tirol oraz w reprezentacji Grecji.

## Kariera klubowa
Wychowanek Bayeru 04 Leverkusen, w swojej karierze grał także w takich zespołach, jak 1. FC Kaiserslautern, Greuther Fürth oraz Werder Brema. Z tego ostatniego był wypożyczany do Fulham oraz Rapidu Wiedeń. W 2020 roku został piłkarzem beniaminka austriackiej Bundesligi - WSG Swarovski Tirol.

## Kariera reprezentacyjna
8 sierpnia 2011 roku zadebiutował w kadrze Grecji podczas towarzyskiego spotkania z Bośnią i Hercegowiną.